# 長宗我部忠俊
長宗我部 忠俊（ちょうそかべ ただとし、生没年未詳）は、鎌倉時代の武士。

## 略歴
土佐長宗我部氏の第3代当主。父は長宗我部俊宗。弟に久礼田忠幸、子に重氏がいる。